# Терентьев, Александр Николаевич
Александр Николаевич Тере́нтьев (1907—1978) — советский театральный актёр.

## Биография
Родился 31 июля (13 августа) 1907 года.
Окончив Саратовский театральный техникум, работал в разных театрах страны с 1927 года.
Актёр и режиссёр Иркутского АДТ имени Н. П. Охлопкова с 1942 года.
В актёрской биографии более 400 ролей, десятки режиссёрских постановок, в молодости большей частью играл роли героического плана, создал множество образов в классической и современной драматургии.
Трагически погиб 30 марта 1978 года.

## Творчество

### Роли в театре
- «Без вины виноватые» А. Н. Островского — Григорий Незнамов
- «Таланты и поклонники» А. Н. Островского — Пётр Егорович Мелузов
- «Бесприданница» А. Н. Островского — Сергей Сергеевич Паратов
- «Доходное место» А. Н. Островского — Василий Николаевич Жадов
- «Василиса Мелентьевна» А. Н. Островского — Иван Грозный
- «На бойком месте» А. Н. Островского — Павлин Ипполитович Миловидов
- «Отелло» Шекспира — Яго
- «Гамлет» Шекспира — Клавдий
- «Ричард III» Шекспира — Ричард III
- «Укрощение строптивой» Шекспира — Петруччо
- «Дон Карлос» Шиллера — Филипп II
- «Живой труп» Л. Н. Толстого — Фёдор Васильевич Протасов
- «Анна Каренина» Л. Н. Толстого — Алексей Кириллович Вронский
- «Чайка» А. П. Чехова — Борис Алексеевич Тригорин
- «Дядя Ваня» А. П. Чехова — Иван Петрович Войницкий
- «Три сестры» А. П. Чехова — Александр Игнатьевич Вершинин
- «Варвары» М. Горького — Егор Петрович Черкун
- «На дне» М. Горького — Сатин
- «Пётр I» А. Н. Толстого — Пётр I
- «Хождение по мукам» А. Н. Толстого — Вадим Петрович Рощин, Иван Ильич Телегин
- «Платон Кречет» А. Е. Корнейчука — Платон Иванович Кречет
- «Гибель эскадры» А. Е. Корнейчука — Гайдай
- «Персональное дело» А. П. Штейна — Алексей Кузьмич Хлебников
- «Обыкновенный человек» Л. М. Леонова — Алексей Иванович
- «Канун грозы» П. Г. Маляревского — Пётр Фёдорович Демчинов

### Постановки
- «Мещане» М. Горького
- «На дне» М. Горького
- «Дон Карлос» Шиллера
- «Пять вечеров» А. М. Володина
- «Жди меня» К. М. Симонова
- «Обыкновенная история» И. А. Гончарова
- «Обрыв» И. А. Гончарова
- «Девушка с кувшином» Лопе де Вега
- «Варшавская мелодия» Л. Г. Зорина
- «Овод» Э. Л. Войнич
- «Люди, которых я видел» С. С. Смирнова

## Награды и премии
- заслуженный артист РСФСР (1955)
- Сталинская премия третьей степени (1952) — за исполнение роли Петра Фёдоровича Демчинова в спектакле «Канун грозы» П. Г. Маляревского на сцене Иркутского АДТ имени Н. П. Охлопкова